# 米达西尼
米达西尼是一种实验性抗焦虑药，苯二氮䓬类衍生物，与咪达唑仑、氟马西尼和溴他西尼等其他咪唑并苯二氮䓬类药物关系最密切。
米达西尼是一种高效的苯二氮䓬受体部分激动剂，具有不寻常的作用，产生一些与正常苯二氮䓬类药物相关的作用，例如抗惊厥和抗焦虑作用，但没有任何显着的镇静或失忆作用。事实上，米达西尼可阻断地西泮的镇静作用，但不会降低惊厥阈值，因此可能是一种比目前常用于治疗苯二氮䓬类药物过量的拮抗剂氟马西尼更灵活的解毒剂。
米达西尼尚未商业化开发用于人类，但它已被认为是一种安全有效的焦虑治疗方法，是一种有效但非镇静的抗惊厥药，可能特别适用于治疗有机磷酸盐神经毒剂中毒，并且作为一种治疗精神分裂症的新方法。